# Stolpe auf Usedom
Stolpe auf Usedom  er en by og kommune i det nordøstlige Tyskland, beliggende i Amt Usedom-Süd i den nordøstlige del af Landkreis Vorpommern-Greifswald. Landkreis Vorpommern-Greifswald ligger i delstaten Mecklenburg-Vorpommern. Kommunen udgør en del af øen Usedom nær ved Østersøen.

## Geografi
Stolpe auf Usedom er beliggende på nordbredden af Stettiner Haff syd for Bundesstraße B 110 midt i Naturpark Insel Usedom. Kommunen har en havn ved Haff. Omkring fem kilometer vest for kommunen ligger byen Usedom og 15 kilometer mod nord ligger kommunen Heringsdorf.
Ind til 1945 var der en banegård i byen, på jernbanelinjen Ducherow–Heringsdorf.

## Eksterne kilder og henvisninger
- Wikimedia Commons har flere filer relateret til Stolpe auf Usedom
- Kommunens side  på amtets websted
- Befolkningsstatistik mm Arkiveret 23. oktober 2017 hos  Wayback Machine